# ティデ・ツクツェン
ティデ・ツクツェン（チベット文字：ཁྲི་ལྡེ་གཙུག་བཙན; ワイリー方式：Khri lde gtsug btsan、704年 - 755年）は、吐蕃王国のツェンポ（在位：705年 - 755年?）。メー・アクツォム（チベット文字：མེས་ཨག་ཚོམས; ワイリー方式：Mes ag tshoms）の綽名でも知られる。漢文史料では棄隷蹜賛、尺帯珠丹と表記される。

## 生涯
漢文資料によると、704年にティ・ドゥーソンが没した後、ツェンポの継承権をめぐって争いが起きたとされる。最終的に712年、ティ・ドゥーソンの末子である8歳のギェルツクル（ワイリー方式：Rgyal gtsug ru）がティデ・ツクツェンの名を与えられて即位した。
即位に先だつ708年、吐蕃は唐に対し公主を迎えたいと申し出、唐の中宗も同意した。唐は吐蕃の要求を受け入れ、710年、ティデ・ツクツェンの妃として章懐太子李賢の孫の金城公主（中宗の甥の娘）が迎え入れられた。
ティデ・ツクツェンの時代、吐蕃はパミールや河西地域（今の甘粛省東部）へ進出しようと試み、唐と対立したが、吐蕃は劣勢であった。唐の高仙芝は吐蕃を討ち、吐蕃によって奪われた小勃律国（ギルギット）を奪回した。そのような中で739年に金城公主が没し、唐との関係悪化に歯止めがかからなくなった。753年には高仙芝の後任の安西節度使である封常清の率いる唐軍によってバルティスタンを奪われた。
754年または755年ごろ（資料によって違いあり）、ティデ・ツクツェンは重臣によって殺された。